# Dipartimento di Bouenza
Il dipartimento di Bouenza (in francese: département de la Bouenza) è uno dei 10 dipartimenti della Repubblica del Congo. Situato nella parte meridionale del paese, ha per capoluogo Madingou.
Confina a nord col dipartimento di Lékoumou, a est con quello di Pool, a sud con la Repubblica Democratica del Congo e a ovest col dipartimento di Niari.

## Suddivisioni amministrative
Il dipartimento è suddiviso in 11 distretti:
- Boko-Songho
- Loudima
- Madingou
- Mfouati
- Mouyondzi
- Nkayi
- Kayes
- Kingoué
- Mabombo
- Tsiaki
- Yamba